# Lamia textor
Lamia textor је врста инсекта из реда тврдокрилаца (Coleoptera) и породице стрижибуба (Cerambycidae). Сврстана је у потпородицу Lamiinae.

## Распрострањеност
Врста је распрострањена на подручју централне, западне и северне Европе. У Србији се среће спорадично.

## Опис
Тело је црно или смеђецрно без сјаја, покривено финим смеђим томентом који је на елитронима груписан у неколико неправилних жућкастих мрља. Бочно на пронотуму је јак трн. Дужина тела је од 14 до 32 mm.

## Биологија
Животни циклус траје од три до четири године. Ларва се развија три године, прво испод коре, а затим дубље у стаблу или корену. Адулти се обично налазе под деблима. Као биљка домаћин јавља се врба (Salix), топола или трепетљика. Одрасле јединке се јављају у периоду од фебруара до августа.

## Синоними
- Cerambyx textor Linnaeus, 1758
- Pachystola textor (Linnaeus, 1758)
- Morimidus textor (Linnaeus, 1758)
- Cerambyx nigrorugosus DeGeer, 1775
- Cerambyx noctis Gronov, 1764